# Двайта-веданта
Два́йта-веда́нта (санскр. द्वैत वेदान्त, dvaita, «дуализм») — направление индийской философии; дуалистическая разновидность веданты, созданная Мадхвой (также известный как Мадхвачарья) в 13 веке нашей эры; альтернативно известная как Бхедавада, Таттвавада, Бимбапратибимбавада, Пурнабрахмавада и Сватантра-Адвития-Брахмавада. Мадхва объяснил, что Вселенная не является иллюзорной по своей сути, а является реальным творением Брахмана. В отличие от философии адвайты (недвойственности), изложенной Шанкарой, Мадхва утверждал, что существует вечное различие между индивидуальным «Я» и Абсолютом. Различие рассматривается не как атрибут, а как сама природа существования, делающая его уникальным. Двайта постулирует антропоморфного личного и независимого Бога, Вишну, который правит отдельными и зависимыми сущностями души и материи (пракрити).

## Теория познания
Мадхва признаёт три праманы (источника познания): восприятие, логический вывод и свидетельство Вед. Веды — важнейшая прамана, они содержат не просто абсолютно достоверное знание, но знание решительно обо всем, и эту информацию из них можно извлечь с помощью надлежащего истолкования. Опираясь на Веды, можно логически познать все, что угодно, включая Ишвару (Бога, Владыку мира, которого Мадхва отождествлял с Вишну). То, что в Упанишадах говорится о неопределимости Брахмана, означает только, что его крайне трудно познать. Иллюзии и ошибки в познании возникают вследствие неправильной трактовки чего-то существующего. Мировой иллюзии в смысле недействительности чего бы то ни было просто не может существовать: само понятие ошибочного познания может возникнуть только в том случае, если познание бывает и правильным, и мы в состоянии отличить одно от другого. Таким образом, само представление об иллюзии свидетельствует о существовании реальности.

## Онтология

### Виды реальности
Мадхва делит все сущее на сватантру (независимую реальность) и паратантру (реальность зависимую). К сватантре относится только верховный Бог — Вишну. Безличность и неопределимость высшей реальности отвергается. Весь остальной мир — паратантра — не сотворен Богом, но вечно существует только благодаря Богу. Женская ипостась Вишну — Шри, или Лакшми, — также вечна, всепроникающа и вечно свободна; она является творческой энергией Вишну. Зависимое (паратантра) делится на бытие и небытие, бытие — на духовное и недуховное. (Понятие бытия у Мадхвы очень тонкое и своеобразное. Вишну, хотя и превыше всякого потустороннего, зависимого бытия, не относится ни к небытию, ни к сверхбытию). Всё, что относится к паратантре, гибнет в конце кальп и потом вновь возрождается.
Вишну — только движущая причина мира, он не создаёт мир из ничего. Но это не значит, что Вишну только сообщает миру движение, а тот уже развивается по своим законам. Воля Бога пронизывает все.

### Бог и индивидуальные души
По Мадхве, индивидуальная душа (джива) не может быть тождественна Брахману. Более того, она не является частью, отблеском или ещё чем бы то ни было Брахмана. Выражение Упанишад «tat tvam asi» («то есть ты») Мадхва толкует в смысле подобия души Ишваре. Дживы вечно существуют, обладают свободой воли, но при этом зависят от Вишну. Все существа делятся на множество категорий и подкатегорий в соответствии со степенью погруженности в сансару и способности к освобождению. Одни вечно свободны (Лакшми), другие освобождают себя (боги, предки и т. п.), третьи погружены в сансару. Из этих последних некоторые способны к освобождению, некоторые всегда будут скитаться в сансаре, а некоторые обречены на вечные адские муки. Представление о вечных муках для индуизма чрезвычайно нехарактерно, хотя некоторые священные тексты индуизма и могут быть истолкованы таким образом. Ещё более нехарактерно для индийской мысли представление о том, что собственных усилий для освобождения недостаточно: Бог по своей воле избирает некоторые души для спасения. Если добавить к этому то, что спасение возможно даже не через Вишну непосредственно, а только через посредника — Ваю — сходство с христианством в августинианской трактовке, давно отмеченное исследователями, становится поразительным. Впрочем, другие авторы видят сходство двайта-веданты с исламом и даже подозревают прямое исламское влияние.

## Этика и освобождение
Итак, мир реален, человек не тождествен Богу, и даже среди освобожденных душ существует жесткая иерархия. Соответственно этические и религиозные нормы не могут рассматриваться как условности. Нужно соблюдать религиозные обряды, нужно выполнять мирские обязанности, налагаемые варной, то есть личными качествами, и при этом не быть привязанным к результатам своей мирской деятельности (карма-йога). Джняна-йога, познание Бога и приближение к нему собственными силами, не может привести к спасению. Наилучший же способ достичь освобождения — практика бхакти-йоги, преданное служение Господу. И после освобождения души продолжают служить Господу, имея одну цель и одну волю. Практика преданного служения доступна всем, и среди всех слоев общества могут найтись избранные души, могущие выйти из сансары.